# Joaquín Clerch
Joaquín Clerch (né en 1965 à La Havane) est un compositeur cubain écrivant essentiellement pour guitare.
Clerch étudia à la Havane puis à Salzbourg. En 1999 il devient professeur de guitare au conservatoire Robert-Schumann de Düsseldorf. Outre ses compositions, il a enregistré un disque. Plusieurs de ses pièces sont disponibles chez Naxos.

## Quelques œuvres
- Yemaya (1987)
- Guitarresca (1989-1990)
- Preludios de Primavera : Homenaje a Fransisco Tarrega (2005)
- En Volos
- Estudio de acordes
- Estudio de ligados